# Da Good da Bad & da Ugly
| Críticas profissionais | Críticas profissionais |
| Avaliações da crítica  | Avaliações da crítica  |
| Fonte                  | Avaliação              |
| ---------------------- | ---------------------- |
| Allmusic               | link                   |
| The Source             | [carece de fontes?]    |

Da Good Da Bad & Da Ugly é o sétimo álbum do grupo de hip hop de Houston Geto Boys, lançado no final de 1998 pela Rap-A-Lot/Virgin Records. Seguindo a curta reunião dos três principais membros do grupo, Scarface, Willie D e Bushwick Bill, para o aclamado álbum de 1996 The Resurrection, Bushwick deixou o grupo para seguir a carreira solo, deixando os Geto Boys como uma dupla pela primeira vez. Ao contrário dos álbuns anteriores, este apresenta uma participação especial em quase todas as faixas. A maioria das participações foram providenciadas pelos colegas de gravadora da banda, incluindo DMG, Yukmouth, Tela, Devin the Dude, Outlawz e Ghetto Twiinz. Após o lançamento de Da Good Da Bad & Da Ugly, o grupo se separou para carreiras solo, até retornar seis anos depois com o álbum de reunião The Foundation.
O nome do álbum é uma referência ao cássico western The Good, the Bad and the Ugly, de Sergio Leone (1966).

## Lista de faixas
| #  | Título                           | Produtor     | Intérpretes                             |
| -- | -------------------------------- | ------------ | --------------------------------------- |
| 1  | "Intro"                          |              | *Interlude*                             |
| 2  | "Dawn 2 Dusk"                    | Mr. Lee      | Willie D, DMG, Tyrin Turner, Yukmouth   |
| 3  | "Livin' 4 the Moment"            | Scarface     | Scarface, Willie D, DMG                 |
| 4  | "Niggas Ain't Doin' Shit (Skit)" |              | *Interlude*                             |
| 5  | "Eye 4 an Eye"                   | Swift        | Scarface, Willie D                      |
| 6  | "Bitches & Ho's"                 | Mike Dean    | Scarface, Willie D, Tela                |
| 7  | "Why U Playin'"                  | Mike Dean    | Scarface, Willie D, Doracell            |
| 8  | "Like Some Ho's"                 | Mike Dean    | Scarface, Willie D, Devin the Dude      |
| 9  | "I Don't Fuck with You"          | Jay Sinister | Scarface, Willie D, DMG, Outlawz, Gotti |
| 10 | "Do Yo Time"                     | Scarface     | Scarface, Ghetto Twiinz                 |
| 11 | "Free"                           | Mike Dean    | Scarface, Willie D                      |
| 12 | "Thugg Niggaz"                   | Mr. Lee      | Scarface, Willie D, DMG, Doracell       |
| 13 | "They Bitches"                   | Tone Capone  | Scarface, Willie D                      |
| 14 | "Big Faces"                      | Scarface     | Scarface, Yukmouth, Gorilla Click       |
| 15 | "Gangsta (Put Me Down)"          | Scarface     | Scarface, Willie D, Beyoncé, LaTavia    |
| 16 | "Street Game"                    | Hurt M Badd  | Scarface, Willie D                      |
| 17 | "Retaliation"                    | Scarface     | Scarface, 007, K.B., Madd Dogg          |
| 18 | "Gun In My Mouth"                | Mr. Lee      | Scarface, Outlawz                       |

## Posições do álbum nas paradas
| Ano  | Álbum                    | Posições nas paradas | Posições nas paradas   |
| Ano  | Álbum                    | Billboard 200        | Top R&B/Hip Hop Albums |
| ---- | ------------------------ | -------------------- | ---------------------- |
| 1998 | Da Good Da Bad & Da Ugly | 26                   | 5                      |

## Créditos
- Mike Dean – Produtor, Engenheiro, Masterização, Mixagem
- DMG – Intérprete
- Ghetto Twiinz – Intérprete
- Hurt 'Em Bad – Produtor
- Anzel "Red Boy" Jennings – Coordenação de Produção
- Mr. Lee – Produtor, Engenheiro, Mixagem
- N.O. Joe – Produtor
- Outlawz – Intérprete
- J. Prince – Produtor Executivo
- Scarface – Produtor
- Swift – Produtor
- Tone Capone – Produtor
- Yukmouth – Intérprete